# San Marina
San Marina est une entreprise spécialisée dans la fabrication et la distribution de chaussures pour homme et femme ainsi que dans les accessoires de mode. Créée en 1981, elle a été filiale du groupe Vivarte entre 2001 et 2019, avant d'être mise en liquidation judiciaire en 2023.

## Histoire
L’enseigne San Marina voit le jour à Marseille en 1981. C’est à cette date qu’elle ouvre sa première boutique au cœur de la cité phocéenne en mettant en avant un concept unique et novateur : celui de stock en magasin avec des boîtes au sol en semi-libre service.
La société est mise en vente par son actionnaire Vivarte qui est en pleine phase de démantèlement de ses avoirs, fin 2019. San Marina est rachetée début 2020 par Thierry Le Guénic et Stéphane Collaert.
En septembre 2022, l'entreprise demande au tribunal de commerce de Marseille son placement en redressement judiciaire. La société emploie 680 personnes dans 163 magasins.
Dès le 18 février 2023, San Marina ferme toutes ses boutiques en raison de son placement en redressement judiciaire. Le 20 février, le tribunal de commerce de Marseille officialise la liquidation judiciaire de l'entreprise. Le 5 avril 2023, le stock de San Marina est racheté par Noz. Le 10 mai 2023, la marque San Marina est rachetée par le groupe Chaussea.

## Activité, rentabilité, effectif
|                                           | 2016   | 2017   | 2018   | 2019   | 2020   | 2021   | 2022   |
| ----------------------------------------- | ------ | ------ | ------ | ------ | ------ | ------ | ------ |
| Chiffre d'affaires (en millions d'euros)  | 125,03 | 121,21 | 107,09 | 105,15 | 83,23  | 63,35  | 75,79  |
| Résultat net en millions d'euros (+ ou -) | -30,23 | -26,65 | -37,12 | -4,3   | -12,54 | -11,03 | -38,13 |
| Effectif moyen annuel                     | 797    | 775    | 622    | 715    | 797    | 686    |        |